# Longyearbyen
Longyearbyen (fonetikusan: [ˈlɔŋjiːrbyːən]) a Norvégiához tartozó Spitzbergák (Svalbard) legnagyobb települése és egyben székhelye. Lakosságának többsége norvég és orosz. A nevét John Munro Longyear amerikai üzletemberről kapta, a norvég „byen” szó várost jelent.

## Története
A települést 1906-ban alapította John Munro Longyear, egy szenet bányászó társaság (Arctic Coal Company of Boston) legfőbb tulajdonosa. 1943-ban a németek lerombolták a várost, majd a második világháború után újraépítették.
Az 1990-es évek elejéig a szénbányászat adta a legtöbb munkahelyet Longyearbyenben, és a hétköznapi életben is minden a bányászatban rejlő üzlet köré csoportosult. Manapság már számos tevékenység és lehetőség közül választhatnak a közösség lakói: többek között egy úszócsarnok, egy mászófal, egy nagy sportcsarnok, egy élelmiszerbolt, három pubszerű klub, három hotel, egy kemping, egy templom egy mozi (vasárnaponként) és egy éjszakai diszkó is a rendelkezésükre áll, nem beszélve a turistákat megcélzó számos ajándékboltról.

## Földrajz
Longyearbyen a(z) é. sz. 78° 13′, k. h. 15° 33′78.216667°N 15.550000°E koordinátákon található. Itt székel Svalbard kormányzója. Mivel a település jóval a sarkkörön túl helyezkedik el, október végétől február közepéig „sarkköri sötétség” (24 órás sötétség), míg április közepétől augusztus közepéig „sarkköri világosság” (24 órás világosság) van. Longyearbyen éghajlata tundra.
| Hónap                              | Jan.  | Feb.  | Már.  | Ápr.  | Máj.  | Jún. | Júl. | Aug. | Szep. | Okt.  | Nov.  | Dec.  | Év    |
| ---------------------------------- | ----- | ----- | ----- | ----- | ----- | ---- | ---- | ---- | ----- | ----- | ----- | ----- | ----- |
| Rekord max. hőmérséklet (°C)       | 9,7   | 7,0   | 6,3   | 7,5   | 10,6  | 15,7 | 21,7 | 18,1 | 15,2  | 8,9   | 7,5   | 8,7   | 21,7  |
| Átlagos max. hőmérséklet (°C)      | −13,0 | −13,0 | −13,0 | −9,0  | −3,0  | 3,0  | 7,0  | 6,0  | 1,0   | −4,0  | −8,0  | −11,0 | −4,7  |
| Átlaghőmérséklet (°C)              | −16,5 | −17,0 | −16,5 | −12,5 | −5,0  | 1,0  | 5,0  | 4,0  | −1,0  | −6,5  | −11,0 | −14,5 | −7,5  |
| Átlagos min. hőmérséklet (°C)      | −20,0 | −21,0 | −20,0 | −16,0 | −7,0  | −1,0 | 3,0  | 2,0  | −3,0  | −9,0  | −14,0 | −18,0 | −10,3 |
| Rekord min. hőmérséklet (°C)       | −38,8 | −43,7 | −46,3 | −39,1 | −21,7 | −8,4 | 0,2  | −3,9 | −12,6 | −20,8 | −33,2 | −35,6 | −46,3 |
| Átl. csapadékmennyiség (mm)        | 22    | 28    | 29    | 16    | 13    | 18   | 24   | 30   | 25    | 19    | 22    | 25    | 271   |
| Havi napsütéses órák száma         | 0     | 0     | 78    | 228   | 254   | 165  | 155  | 133  | 75    | 12    | 0     | 0     | 1100  |
| Forrás: svalbard.nordicvisitor.com |       |       |       |       |       |      |      |      |       |       |       |       |       |

## Bányászat és kutatás

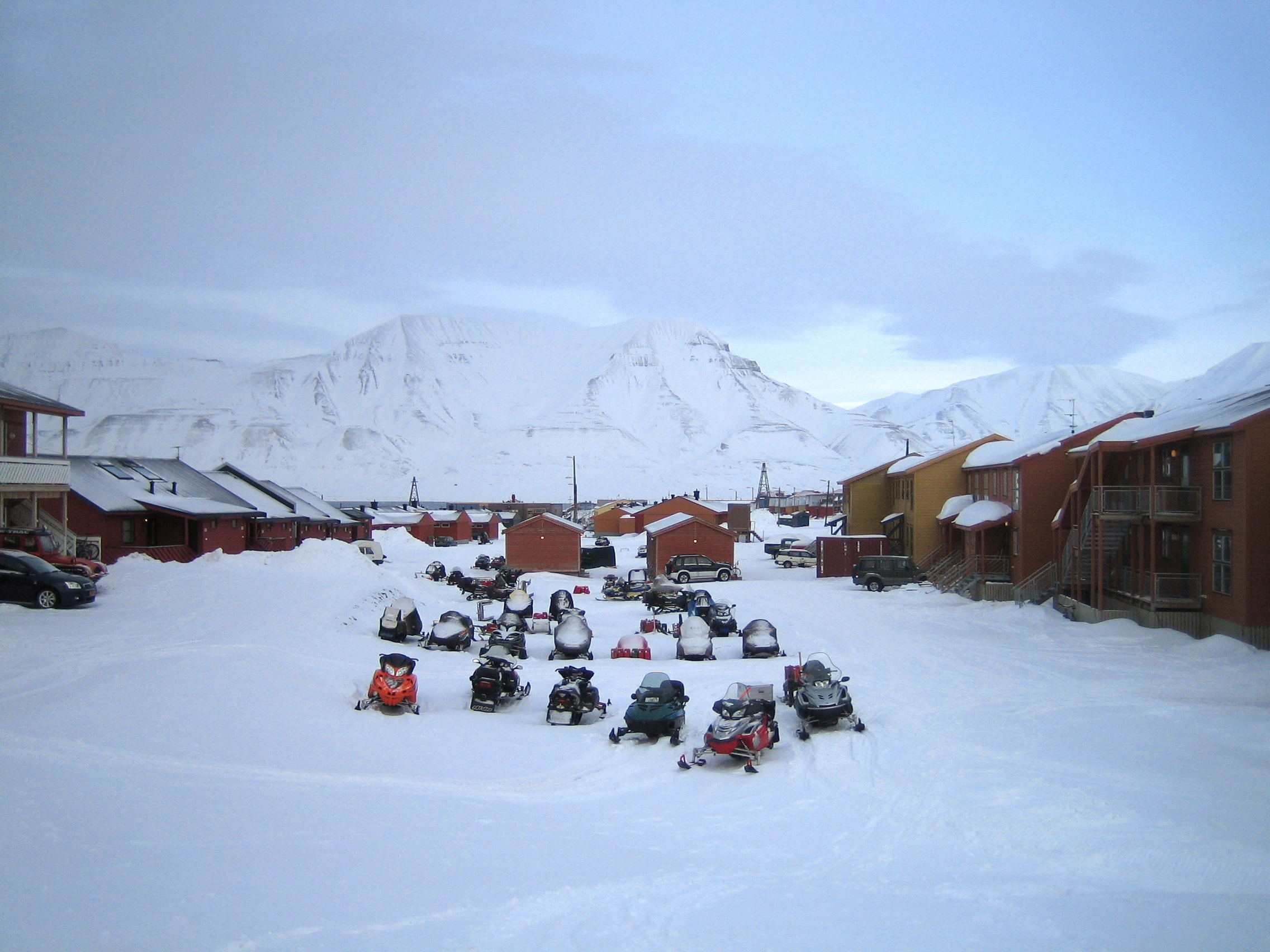
Motoros szánok egy longyearbyeni parkolóban.

A bányászat még mindig a lakosság felének a megélhetését jelenti. Azonban, kitűnő infrastruktúrájának köszönhetően évről évre, fokozatosan növekszik a turizmusra és különböző kutatási tevékenységre fordított figyelmük. Ionoszférikus és magnetoszférikus kutatásokat végeznek.
1993-ban megnyílt a Svalbardi Egyetemi Központ (University Centre In Svalbard). Négy norvég egyetem összefogásával jött létre az intézmény, melyben olyan kurzusokat találunk, mint geofizika, sarkköri biológia, geológia és sarkköri technológia, melyekből még doktori fokozatot is el lehet érni. Évente 300 diákot fogad, azonban egy új kutatóközpont létrehozásával most szándékoznak ezt a számot megnövelni. Az egyetem tanulói általában Nybyenben laknak, ahol nemrég újítottak fel hat bányászszállót.

## Turizmus
A legtöbb látogató tavasszal és nyáron érkezik. Nagyon népszerű a tavasz a Spitzbergákon, hiszen ez azon kevés helyek egyike, ahol nem szükséges külön engedély ahhoz, hogy motoros szánt vezessünk. A szigorú környezetvédelmi törvények miatt azonban nem mindenhová szabad a belépés a szigeten. Februártól novemberig megannyi túravezető kínál sokféle irányított kirándulást.
Ez a hely a világ legészakibb települése, amely könnyen megközelíthető, hiszen a város szélén még repülőteret is találunk (Svalbard Airport). 2004-ben 9000 utas vette igénybe a repülőtér szolgáltatásait. Rendszeres járatok indulnak a norvég Tromsøbe és Oslóba.

## Ahol tilos meghalni
A holttestek a permafroszt miatt nem bomlanak el, ezért a helyi temetőt az 1950-es évek óta nem használják, a holttesteket Norvégia más városaiba szállítják át temetésre. A problémás esetek elkerülése érdekében a súlyos betegeknek és az időseknek is el kell hagyniuk a szigetet.

## Külső hivatkozások
- Longyearbyen webkamerája
- Svalbardi Hírek (norvégul)
- Svalbard egyetemi központja
- Az egyetem tanulói oldala
- Spitzbergák utazás szervezés
- Utazások érintetlen területeken
- A kormányzó (Sysselmannen)
- Svalbard reptér: tények és fényképek